# لاجئو حرب الصحراء الغربية
لاجئو حرب الصحراء الغربية هم اللاجئون أثر حرب الصحراء الغربية (1975 – 1991) وذريتهم الذين ما زال كثير منهم في مخيمات اللاجئين الصحراويين في ولاية تندوف في الجزائر.

## التاريخ
أكبر تجمع للاجئين الصحراويين كان في 1975 – 1976 عندما فر الشعب الصحراوي من القوات المغربية التي كانت تتقدم في الصحراء الغربية في خضم حرب الصحراء الغربية بين المغرب وجبهة البوليساريو. هؤلاء اللاجئين استقر بهم الأمر في مخيمات الصحراويين في ولاية تندوف في الجزائر وما زال كثير منهم يعيش فيها، وتعتبر قضيتهم واحدة من أطول القضايا التي ما زالت بلا حل.